# NGC 5620
NGC 5620 (również PGC 51356) – galaktyka eliptyczna (E-S0), znajdująca się w gwiazdozbiorze Małej Niedźwiedzicy. Odkrył ją William Herschel 3 kwietnia 1785 roku. W bazie NASA/IPAC Extragalactic Database (NED) pod numerem NGC 5620 skatalogowano galaktykę NGC 5607.